# الیزا آکتون
الیزا آکتون (انگلیسی: Eliza Acton; ۱۷ آوریل ۱۷۹۹ – ۱۳ فوریهٔ ۱۸۵۹) شاعر، مؤلف، و نویسنده اهل انگلستان بود. که یکی از اولین کتاب های آشپزی بریتانیا را با هدف  آشپزی مدرن برای خانواده های خصوصی تولید کرد. شامل اولین دستور العمل ها به زبان انگلیسی برای پخت اسپاگتی بود. 